# Plectiscidea helleni
Plectiscidea helleni là một loài tò vò trong họ Ichneumonidae.